# Emilie Topelius
Maria Emilie Topelius, född Lindqvist den 26 augusti 1821 i Nykarleby, död 14 november 1885 i Helsingfors, var gift med den finländske författaren, historikern, tidningsmannen och poeten Zacharias Topelius. Paret fick döttrarna Aina Nyberg, Toini Topelius och Eva Acke.
Emilie var dotter till rådmannen Isak Lindqvist (1788–1853) i Nykarleby och hörde redan i unga år till samma umgängeskrets som sin blivande make. Emilie var först förlovad med den blivande presidenten i Viborgs hovrätt, John Snellman (1815–1883), och var därefter också omsvärmad av Zacharias Topelius närmaste vän Henrik Backman (1817–1842), innan han förlovade sig med Marie Hammarin. Efter dessa besvikelser förlovade hon sig, enligt uppgift något tveksamt med Zacharias 1842, och den 30 december 1845 firade de dubbelbröllop i Nykarleby tillsammans med Emilies syster Mathilda och hennes fästman Johan Hæggström, borgmästare i Nykarleby. Topelius hade samma år debuterat med diktsamlingen Ljungblommor, som också innehåller dikter skrivna till fästmön. Efter bröllopet flyttade Emilie med maken till Helsingfors. När Zacharias tog avsked från universitetet 1878 flyttade familjen den 28 maj till Björkudden i Sibbo, till en stor trävilla på två våningar. Av Emilies och Zacharias barn överlevde tre till vuxen ålder, döttrarna Aina Nyberg (1846–1916), Toini Topelius (1854–1910) och Eva Acke (1855–1929), som från 1891 var gift med J.A.G. Acke, född Andersson. Sonen Mikael föddes 1848, men dog två år senare på Kuddnäs i Nykarleby. De yngsta barnen Rafael (f. 1857) och Rosa (f. 1859) blev också bara ett respektive tre år. Två barn föddes döda.
Emilie hade konstnärliga ambitioner och illustrerade den första utgåvan av Topelius Sagor (1847). Hon kolorerade också själv bilderna i alla 500 exemplar. 
Under 1860-talet försämrades Emilies hälsa. Familjen reste flera gånger utomlands för att hon skulle kunna kurera sig, men hennes tillstånd förvärrades ändå efterhand. Den långvariga "nervsjukdomen" visade sig slutligen vara diabetes och 1885 avled hon i "hjärnförlamning", det vill säga vad som i dag kallas stroke.